# Alban Galonnier
 (février 2024).
Si vous disposez d'ouvrages ou d'articles de référence ou si vous connaissez des sites web de qualité traitant du thème abordé ici, merci de compléter l'article en donnant les références utiles à sa vérifiabilité et en les liant à la section « Notes et références ».
 (novembre 2015).
Alban Galonnier est un boxeur pieds-poings français de Nîmes. Il est né le 31 mai 1981. Il mesure 1,96 m pour 107 kg.
Champion de France de kick-boxing, full-contact en 2005, et de boxe anglaise.
Champion d'Europe WFKB en 2007
39 combats : 33 victoires (22 par K.O.) et 6 défaites.
Alban Galonnier a su se faire un nom dans le K-1. C'est un boxeur talentueux qui s'est montré victorieux contre de nombreuses grandes figures de son sport : le portugais Humberto Evora, Jean-Marie Capdevilla, Franck Maougo, le russe Magomed Magomedov et Dzhamal Kazumov, le prouvent[réf. souhaitée].
Finaliste du tournoi de Full Contact 2006 de Saint-André-les-Vergers (Aube) où il perd contre Sylvain Broche.
Il devient champion d'Europe de kick boxing le 10 février 2007, à Bouc Bel Air, contre Peter Muller.
Alban Galonnier remporte le titre de champion du monde WAKO le 15 mars 2008 face au très méritant Umberto Evora, qui abandonne à l'appel de la 8e reprise.
Il se consacrera par la suite à la boxe anglaise, au Boxing Club d'Uzès, où il retirera le titre de champion de France professionnel au marseillais Farid Mouelhi par jet de l'éponge au 3e round.